# جان بيار دي كيزر
جان بيار دي كيزر (بالألمانية: Jean-Pierre de Keyser)‏ هو لاعب كرة قدم ألماني، ولد في 13 أبريل 1965. لعب مع باير 04 ليفركوزن ونادي أوسنابروك.

## وصلات خارجية
- جان بيار دي كيزر على موقع قاعدة بيانات كرة القدم.إي يو (الإنجليزية)
- جان بيار دي كيزر على موقع بيانات كرة القدم. دي إي (الألمانية)
- جان بيار دي كيزر على موقع عالم كرة القدم.نت (الإنجليزية)